# Joint task force
Pour les articles homonymes, voir JTF (homonymie).

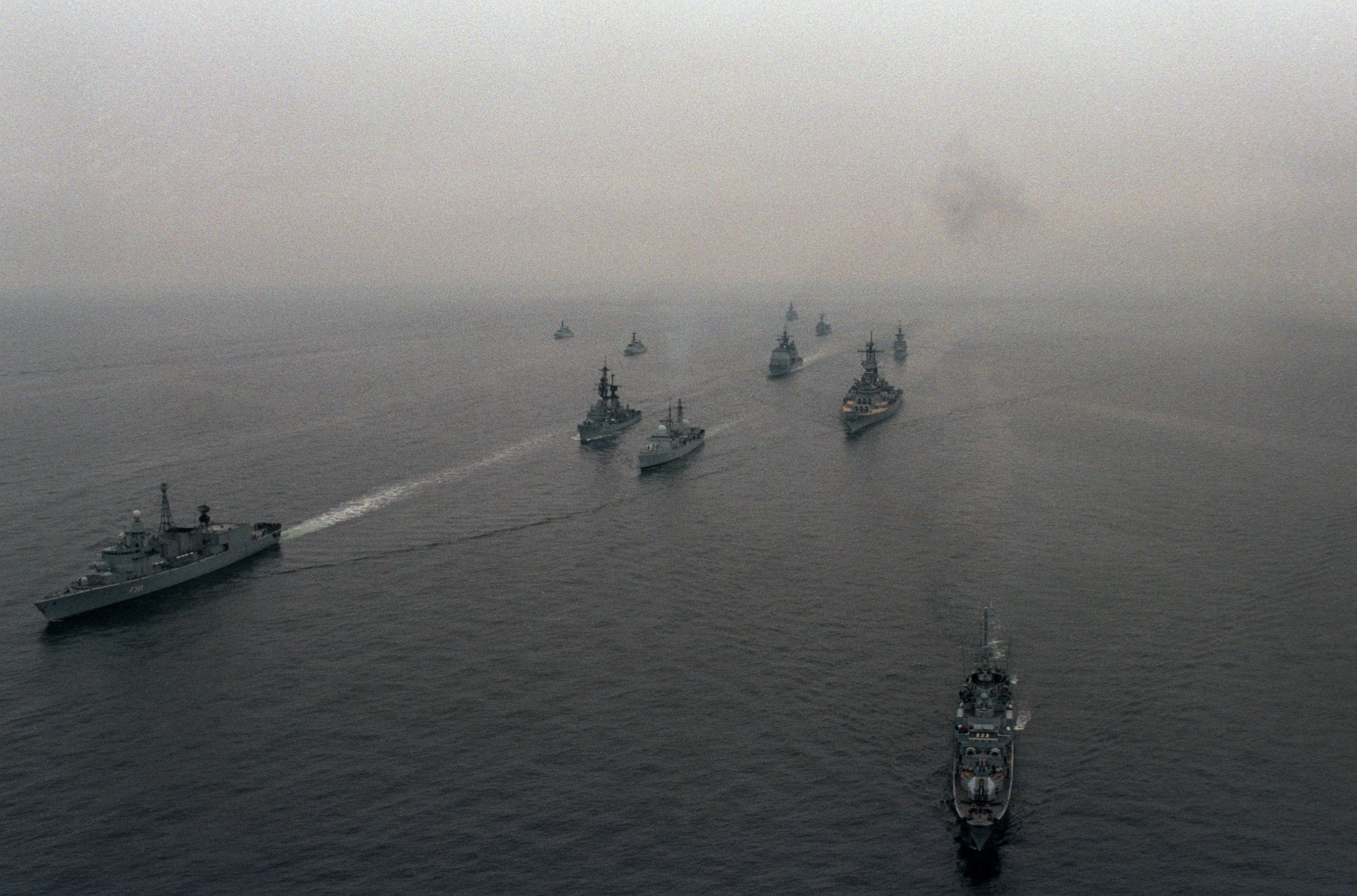
Les navires du groupe de travail 100.1 participent à l'exercice OTAN BALTOPS en octobre 1985. En tête se trouvent les frégates ouest-allemandes Rheinland-Pfalz (F 209), à gauche, et Augsbourg (F 222), à droite, suivies du destroyer ouest-allemand Mölders (D 186), le destroyer britannique HMS Liverpool (D 92), le cuirassé de la marine américaine USS Iowa (BB-61) et le croiseur lance-missiles USS Ticonderoga (CG-47).

Une force opérationnelle conjointe (en anglais, joint task force ou JTF) est une formation militaire ad hoc conjointe (multi-services). Le concept de force opérationnelle est né aux États-Unis avec la marine américaine dans les années 1920 et 1930.